# 1732 en droit
Cet article présente les faits marquants de l'année 1732 en droit.

## Événements
- Charles VI élimine les protestants de l’appareil d’état en introduisant une formule de serment où il est fait mention de la vierge Marie[1].

- 10 janvier : traité de Hamadan entre l'empire ottoman et la Perse. Les Turcs ne conservent de leurs conquêtes que la Géorgie et l’Arménie[2].

- 1er février (21 janvier du calendrier julien) : second traité de Rasht entre la Perse et la Russie[3]. Abandon par les russes des conquêtes de Pierre le Grand sur la Caspienne[4].

- 18 mars : instauration de la capitation au Brésil[5] (1732-1750). Les mineurs du Minas Gerais doivent payer à la couronne portugaise 17 grammes d’or par esclave possédé et par an. À l’apogée de l’exploitation, 100 000 esclaves travaillent à la prospection (soit 113 arrobes d’or). En 1750, le ministre Pombal revient au système du quinto, mais exige un minimum annuel de 100 arrobes.